# Polaris-Programm

Logo des Polaris-Programms

Das Polaris-Programm ist ein bemanntes Raumfahrtprogramm des US-amerikanischen Unternehmers, Piloten, Milliardärs und Abenteurers Jared Isaacman. Das Projekt umfasst drei, teils noch in Planung befindliche, Raumflüge. Für jeden davon chartert Isaacman ein Raumfahrzeug des Unternehmens SpaceX und wählt Begleitpersonen aus, um mit ihnen neue Pionierleistungen und Rekorde der bemannten Raumfahrt zu erbringen. Einen ähnlichen Flug organisierte und absolvierte Isaacman bereits 2021 unter dem Missionsnamen Inspiration4.
Der Name Polaris spielt auf den Polarstern an, der aus drei Einzelsternen besteht und im Logo des Programms dargestellt ist.

## Geplante Polaris-Flüge
Der erste Flug namens Polaris Dawn startete am 10. September 2024. Wie bei Inspiration4 kam ein Crew-Dragon-Raumschiff zum Einsatz, das mit vier Personen voll besetzt war. Der Flug überbot den 1966 mit Gemini 11 aufgestellten Rekord für die höchste von Menschen erreichte Erdumlaufbahn. Zudem wurde der erste Weltraumausstieg von Privatpersonen durchgeführt. SpaceX testete mit Polaris Dawn neu entwickelte Raumanzüge und die Nutzung des Starlink-Satellitennetzwerk im Weltraum Wie bei der Vorgängermission waren auch Beiträge zur raumfahrtmedizinischen Forschung geplant.
Auch der zweite Polaris-Flug soll mit einer Crew Dragon erfolgen. Als dritte Mission plant Isaacman den ersten bemannten Flug mit dem neuen SpaceX-Raumschiff Starship.
Auf Anregung von SpaceX erwog die NASA, einen der Polaris-Flüge zu nutzen, um die Machbarkeit von Servicemissionen zu Satelliten wie dem Hubble-Weltraumteleskop zu prüfen. Während des Polaris-Flugs wären Daten gesammelt worden, die Aufschluss darüber geben sollten, ob sich mit einem Raumschiff wie der Crew Dragon die Hubble-Umlaufbahn anheben ließe. Jared Issacman bot an, sich mit dem zweiten Polaris-Flug selbst um die Wartung des Hubble-Teleskops zu kümmern. Nach einer eineinhalbjährigen Studie entschied sich die NASA jedoch gegen den Versuch, die Umlaufbahn des Teleskops zu verändern.
Nachdem Donald Trump Isaacman im Dezember 2024 als NASA-Administrator nominierte, stellte Letzterer die Durchführung der beiden noch ausstehenden Polaris-Missionen in Frage. Trump zog die Nominierung im Mai 2025 zurück.

## Missionsliste
| Name         | Startdatum         | Trägerrakete, Raumfahrzeug               | Dauer                        | Besatzung                                              |
| ------------ | ------------------ | ---------------------------------------- | ---------------------------- | ------------------------------------------------------ |
| Polaris Dawn | 10. September 2024 | Falcon 9, Crew Dragon C207 „Resilicence“ | 4 Tage 22 Stunden 13 Minuten | Jared Isaacman, Scott Poteet, Sarah Gillis, Anna Menon |
|              |                    | Falcon 9, Crew Dragon                    |                              | Jared Isaacman und Weitere                             |
|              |                    | Starship                                 |                              | Jared Isaacman und Weitere                             |